# Battelstein's
Battelstein's was een Amerikaanse warenhuisketen uit Houston, Texas. 

## Geschiedenis
Philip Battelstein arriveerde in 1897 in Houston als Joodse immigrant uit Litouwen. Toen hij met slechts een paar dollar op zak aankwam, opende hij al snel zijn eigen kleermakers- en fourniturenwinkel, P. Battelstein & Company, gevestigd in het Prince Theater-gebouw op Fannin Street 314. Het gebouw brandde later af.
Battelstein herstartte zijn bedrijf in 1909 op Main Street 618, rond de tijd dat het partnerschap ontbonden werd en de bedrijfsnaam wijzigde in "P. Battelstein". Ook dit bedrijf brandde af, in 1924, nadat er brand uitbrak in het aangrenzende Old Capitol Hotel. 
Battelstein's kocht vervolgens een grondstuk op Main Street 812, waar een eenvoudig gebouw met twee verdiepingen werd gebouwd, dat begin 1924 werd voltooid. De architect die Battelstein's hiervoor inhuurde is niet onbekend, maar de binneninrichting was het werk van Houston Showcase & Manufacturing Co. 
Oorspronkelijk deelde Battelstein's het gebouw met verschillende andere huurders, maar al snel begon het uit te breiden. In juni 1924 kondigde Battelstein's aan dat het in omvang zou verdubbelen en noemde het zichzelf "de modernste in het zuidwesten". In 1933 was zijn bedrijf zo groot geworden dat het de hele eerste verdieping in beslag nam. Het jaar daarop huurde Battelstein's de architect Joseph Finger uit Houston in om een uitbreiding te ontwerpen. De winkel werd in 1937 opnieuw uitgebreid, ditmaal met drie verdiepingen en meerdere nieuwe afdelingen. 
In de jaren na de Tweede Wereldoorlog floreerde Battelstein's. De warenhuizen in Houston floreerden en in die tijd breidden verschillende warenhuizen hun gebouwen en diensten uit. Ze behoorden tot de eerste bedrijven die wolkenkrabbers in het centrum van Houston gingen bouwen. Eind jaren 1940 was Battelstein's klaar om weer uit te breiden en er werd een grote verbouwing gepland. Finger werd opnieuw ingehuurd en Tellepsen Construction Company werd gekozen om het te bouwen. De uitbreiding werd in 1950 voltooid en werd gevolgd door verschillende kleine renovaties en herinrichtingen in de loop van de decennia. Daarnaast werden er twee nieuwe winkels geopend: in River Oaks in 1953 en in de Sharpstown Mall in 1961.  Hoewel Battelstein zelf in 1955 overleed, bleef het succes van zijn winkel onverminderd voortduren. Van 1952 tot 1956 had Battelstein's zoveel reclame gemaakt dat het de nationale krantenranglijst voor advertenties voor herenkleding aanvoerde. 
In 1967 werd Battelstein's voor $ 8 miljoen gekocht door Manhattan Industries, een kledingfabrikant uit New York. In 1969 werden twee nieuwe outletwinkels geopend; in de Northwest Mall en in de Almeda Mall. Tegen die tijd had Battelstein's meer dan 1.100 mensen in dienst en was het een van de grootste warenhuisketens in Houston. Later werd er nog een vestiging geopend in de Greenspoint Mall. 
Al snel begon Battelstein's echter in verval te raken. In de jaren 1970 nam de criminaliteit in het centrum van Houston aanzienlijk toe. De andere warenhuizen in het stadscentrum waren al lang vertrokken naar de buitenwijken. In het centrum was ook niet de parkeercapaciteit om de immense aantallen winkelende mensen te voorzien, terwijl de winkelcentra in de voorsteden wel uitgestrekte parkeerterreinen konden bouwen. Battelstein's werd in 1980 opnieuw verkocht, dit maal aan Bealls, die de vestiging in het stadscentrum in 1981 sloot.  Daarna kwam er een periode, waarbij het pand afwisselend verhuurd was en leeg stond. Het werd eerst gebruikt als nachtclub en later als appartementencomplex. Het gebouw stond vervolgens ruim tien jaar leeg voordat het in 2019 werd gekocht door het naburige Marriott Hotel. 